# Lake Buena Vista
Lake Buena Vista ist eine Stadt im Orange County im US-Bundesstaat Florida. Das U.S. Census Bureau hat bei der Volkszählung 2020 eine Einwohnerzahl von 24 ermittelt. 

## Geographie
Lake Buena Vista bildet zusammen mit der westlich angrenzenden Stadt Bay Lake das Walt Disney World Resort, ein Komplex mehrerer Freizeitparks, und ist im Besitz der The Walt Disney Company. Die Stadt liegt rund 15 km südwestlich von Orlando.

## Demographische Daten
Laut der Volkszählung 2010 verteilten sich die damaligen 10 Einwohner auf 5 Haushalte. Die Bevölkerungsdichte lag bei 1,3 Einw./km². 100,0 % der Bevölkerung bezeichneten sich als Weiße.
Im Jahr 2010 lebten in keinem der Haushalte Kinder unter 18 Jahren sowie in 60,0 % aller Haushalte Personen mit mindestens 65 Jahren. 60,0 % der Haushalte waren Familienhaushalte (bestehend aus verheirateten Paaren mit oder ohne Nachkommen bzw. einem Elternteil mit Nachkomme). Die durchschnittliche Größe eines Haushalts lag bei 2,00 Personen und die durchschnittliche Familiengröße bei 2,33 Personen.
0,00 % der Bevölkerung waren jünger als 20 Jahre, 0,00 % waren 20 bis 39 Jahre alt, 40,00 % waren 40 bis 59 Jahre alt und 60,00 % waren mindestens 60 Jahre alt. Das mittlere Alter betrug 64 Jahre. 50,0 % der Bevölkerung waren männlich und 50,0 % weiblich.
Das durchschnittliche Jahreseinkommen lag bei 48.750 $, dabei lebte niemand unter der Armutsgrenze.
Im Jahr 2000 war Englisch die Muttersprache von 100 % der Bevölkerung.

## Verkehr
Lake Buena Vista wird von der Interstate 4 tangiert. Der nächste Flughafen ist der Orlando International Airport (rund 25 km westlich).